# Telémaco Orihuela
Telémaco Orihuela Tejada (Cusco, 1858 - Cusco, 1915) fue un abogado y político peruano. 
Nació en el Cusco en 1858 hijo de Manuel Avelino Orihuela Bravo, quien fue senador por el departamento del Cusco entre 1860 y 1869 además de diputado constituyente en el Congreso Constituyente de 1860, y María Escolástica Tejada Espinoza. Se casó en 1887 con Juana Yabar Arteta, hermana de Benigno Yabar Arteta, dean del cabildo eclesiástico de la Catedral del Cusco y diputado por la provincia de Paucartambo entre 1872 y 1881, y Ezequiel Yabar Arteta, diputado suplente por la provincia de Paucartambo entre 1868 y 1876 y titular en 1883, con quien tuvo tres hijos: José Vicente, Mariano Avelino y María Luisa. En el año 1906 se casó en segundas nupcias con María Teresa Herrera Garmendia con quien tuvo cinco hijos: Rosa, María Julia, Manuel, Carlos Martín y Mercedes.
En 1892, Telémaco Orihuela enfrentó un juicio ante el jurado de imprenta establecido en el Perú mediante una ley de 1823 emitida durante el gobierno de José de Torre Tagle en la que se juzgaba a la prensa a través de un jurado, declarando la responsabilidad del impresor, el librero o del vendedor cuando se incurriera en delito. En 1892, Julio Jiménez Abal, prefecto del Cusco, denunció a Orihuela ante el juzgado del doctor Agustín Quintanilla por cuanto éste le había imputado defraudación de fondos públicos mediante el periódico "La Libertad". La sentencia absolvió a Telémaco luego de un juicio irregular y accidentado que mostró lo inadecuado de esa ley.
Fue elegido senador por el departamento del Cusco en 1901 hasta 1909 durante los mandatos de los presidentes Eduardo López de Romaña, José Pardo y Barreda y Augusto B. Leguía durante la República Aristocrática.
En su gestión se generó la discusión sobre la construcción del ferrocarril que uniría el Cusco con Puno y Arequipa. Orihuela, junto con el también senador Teófilo Luna defendían la opción de que la línea férrea no entre a la ciudad sino que siguiera el curso del río Urubamba desde la localidad denominada Huambutío y continue su trayecto hasta el Valle Sagrado de los Incas y la provincia de La Convención donde ambos tenían haciendas. Esta posición, inicialmente aceptada por el gobierno peruano, motivó la protesta del pueblo de la ciudad del Cusco que, incluso, apedreó la casa de Orihuela. La presión popular logró que dicha propuesta fuera dejada de lado y que la línea férrea ingrese a la ciudad y no deje aislada a la ciudad del Cusco.
Entre 1902 y 1903 fue Ministro de Justicia, Instrucción y Culto del Perú durante el gobierno de Eduardo López de Romaña. En 1910 ocupó el cargo de cónsul peruano en la ciudad de Amberes, Bélgica.